# Verblokkering
Verblokkering is een term die in het Nederlands op zijn minst sinds 2003 in gebruik is en waarmee in eerste instantie de uniformisering en in tweede instantie de verrommeling van winkelstraten wordt aangeduid.
Het woord is afgeleid van de firma Blokker, een eigenaar van tal van franchiseketens. In 2003 werd het gebezigd in een officieel document, een rapport van de gemeente Hengelo over de plaatselijke middenstand. Waarschijnlijk werd het al langer gehanteerd in het spraakgebruik.
Het woord wordt soms ook als 'verBlokkering' gespeld.
Ook in overdrachtelijke zin wordt het woord 'verblokkeren' gebruikt en wel voor 'oprukkende middelmatigheid'.

## Achtergrond
Mede door hoge huren in belangrijke winkelstraten werd het gaandeweg voor karakteristieke kleinschalige winkels onmogelijk om ruimte in een dergelijke straat te betrekken, waardoor karakteristieke winkels verdwenen en werden vervangen door zeer duidelijk herkenbare filialen van franchiseketens die een 'winkelconcept' en bijbehorende grotere omzet boden. De filialen van de diverse ketens kennen in het algemeen geen etalages meer, daar de keten een zo groot mogelijk oppervlak voorschrijft waarop logo en kleuren van de betreffende keten worden afgebeeld. Dit leidt tot dichtgeplakte vensters, reclamevlaggen en reclameborden van aanzienlijke afmetingen, die gezamenlijk het beeld van de straat bepalen, dat dan ook in alle steden naar uniformiteit neigt. Bovendien wordt hierdoor een sfeer geschapen die, soms mede versterkt door een aanzienlijke leegstand, leidt tot het aanbrengen van graffiti, de aanwezigheid van zwerfvuil, vandalisme en andere ongewenste nevenverschijnselen.